# Mata (São José de Ribamar)
Mata é um distrito do município brasileiro de São José de Ribamar, no litoral do estado do Maranhão.
São José de Ribamar foi desmembrado de São Luís por meio da Lei Estadual n.º 758, de 24-09-1952, tendo como sede o distrito de Ribamar e sendo constituído de 3 distritos: Ribamar, Mata e Vila Paço.
Pela Lei Estadual n.º 1890, de 07-12-1959, foi desmembrado do município de Ribamar o distrito de Vila Paço, se tornando o município de Paço do Lumiar.
Além do bairro Mata, localizado na zona rural e um dos mais antigos do município, o distrito engloba grande parte do munícipio de São José de Ribamar e concentra grande parte de sua população (73,7%, conforme dados do Censo de 2010).
Alguns dos bairros que se localizam no distrito sãoː Vila Sarney Filho, J. Lima, Jardim Tropical, Vila Kiola, Matinha, Quinta, Juçatuba, Trizidela da Maioba, Novo Cohatrac, Cohabiano, Cohatrac V, Parque Vitória, Alto do Turu, Parque São José, Miritiua e Araçagi.